# Cherwell Software
Cherwell Software est un éditeur de logiciel basé à Colorado Springs, au Colorado.
Elle est fondée en 2004 par Vance Brown, Arlen S. Feldman et Timothy G. Pfeifer.
Elle est notamment connue pour son logiciel de gestion des services d'assistance.